# Гоголев, Виктор Леонтьевич
Ви́ктор Лео́нтьевич Го́голев (1912—1987) — подполковник Советской Армии, участник советско-финской и Великой Отечественной войн, Герой Советского Союза (1945).

## Биография
Виктор Гоголев родился 1 мая 1912 года в селе Елань (ныне — Ртищевский район Саратовской области). Окончил школу-семилетку, работал плотником в овцеводческом совхозе. В 1934 году Гоголев был призван на службу в Рабоче-крестьянскую Красную Армию. Окончил полковую школу, затем в 1938 году — курсы младших лейтенантов. Участвовал в советско-финской войне. С декабря 1941 года — на фронтах Великой Отечественной войны. Принимал участие в боях на Южном, Северо-Кавказском, Закавказском, Воронежском, 1-м, 2-м, 3-м Белорусских и 1-м Украинском фронтах. Участвовал в битве за Кавказ, Курской битве, освобождении Украинской и Белорусской ССР, Польши, боях в Германии. За время войны три раза был ранен. К апрелю 1945 года майор Виктор Гоголев командовал 91-м инженерно-сапёрным батальоном 36-й инженерно-сапёрной бригады 28-й армии 1-го Украинского фронта. Отличился во время штурма Берлина.
Когда 25 апреля 1945 года войска 28-й армии, захватив южную часть Берлина, вышли к каналу Тельтов, все мосты через него оказались взорванными. Попытка преодолеть канал с ходу потерпела неудачу. Гоголев получил приказ к утру 26 апреля навести переправу через канал и обеспечить успешное его форсирование советскими подразделениями. Вместе со взводом сапёров Гоголев под покровом ночной темноты стали перебираться по полуразрушенному мосту на другой берег канала. Взводу удалось внезапным нападением уничтожить вражескую группу прикрытия и захватить небольшой плацдарм. Под прикрытием взвода весь батальон приступил к ремонту моста, используя детали, заготовленные ещё на подходах к Берлину. На рассвете противник предпринял контратаку, но она была отбита с большими для него потерями. Мост непрерывно обстреливался артиллерией и миномётами. Осколком Гоголев был ранен в руку, затем вторым — в голень. Истекая кровью, он тем не менее отказался покинуть поле боя, продолжая отдавать приказы, пока мост не был восстановлен. Это произошло на два часа раньше назначенного срока. Сам Гоголев в бессознательном состоянии был отправлен в госпиталь.
Указом Президиума Верховного Совета СССР от 27 июня 1945 года за «доблесть и мужество, проявленные при штурме Берлина» майор Виктор Гоголев был удостоен высокого звания Героя Советского Союза с вручением ордена Ленина и медали «Золотая Звезда» (№ 8615).
После окончания войны Гоголев продолжил службу в Советской Армии. В 1947 году он окончил курсы усовершенствования офицерского состава при Военно-инженерной академии имени Куйбышева. В марте 1955 года в звании подполковника он был уволен в запас. Проживал в Москве, скончался 4 июля 1987 года.
Был также награждён орденами Красного Знамени, Отечественной войны 1-й степени, Красной Звезды, а также рядом медалей. Почётный гражданин Берлина. В честь Гоголева была названа школа совхоза «Ульяновский» Ртищевского района.

## Память
- Мемориальная доска в память о Гоголеве установлена Российским военно-историческим обществом на здании Еланской средней школы, где он учился.